# Onslaught
Onslaught bildades 1982 av Nige Rockett och Steve Grice. Onslaught spelade thrash metal och de var mycket inspirerade av bandet W.A.S.P. Senaste skivsläppet Killing Peace från 2007 i stil med Exodus, Destruction och Testament. Musiken för även tankarna till Overkill.

## Bandmedlemmar
Nuvarande medlemmar
- Nige Rockett – gitarr (1982–1991, 2005–)
- Simon "Sy" Keeler – sång (1985–1988, 2005–)
- Jeff Williams – basgitarr (2006–)
- Wayne Dorman – gitarr (2018–)
- James Perry – trummor (turnerande medlem: 2014–2018, ordinarie medlem: 2018–)

Tidigare medlemmar
- Jase Pope – sång (1982–1983)
- Paul Hill – basgitarr (1982–1983)
- Steven Grice – trummor (1982–1991, 2005–2011)
- Roger Davies – sång (1983-1984)
- Paul Davis – basgitarr (1983–1984)
- Paul "Mo" Mahoney – sång (1984–1985), basgitarr (1986)
- Jase Stallard – basgitarr (1984–1985), gitarr (1985–1987)
- James Hinder – basgitarr (1986–1991, 2005–2006)
- Rob Trotman – gitarr (1987–991)
- Steve Grimmett – sång (1988–1990)
- Tony O'Hora – sång (1990–1991)
- Alan Jordan – gitarr (2005–2008)
- Andy Rosser-Davies – gitarr (2008–2015)
- Mike Hourihan – trummor (2011–2018)
- Allen Leigh Chambers – gitarr (2013–2015)
- Neil Turbin – sång (2014)
- Iain GT Davies – gitarr (2015–2018)

## Diskografi
Studioalbum
- 1985 – Power from Hell
- 1986 – The Force
- 1989 – In Search Of Sanity
- 2007 – Killing Peace
- 2011 – Sounds of Violence
- 2013 – VI
- 2020 - Generation Antichrist

Livealbum
- 2008 – Live Polish Assault 2007 (DVD)
- 2009 – Live Damnation

EP
- 1987 – Let There Be Rock
- 1988 – Shellshock
- 1987 – Let There Be Rock

Singlar
- 1989 – "Let There Be Rock"
- 1989 – "Welcome To Dying"
- 2010 – "Bomber"
- 2020 - "Bow Down to the Clowns"

Samlingsalbum
- 2008 – The Shadow of Death

Demo
- 1984 – Hatred Towards the System (kassett, på vinyl 2010)
- 1989 – Onslaught Speak! (flexidisc)
- 2008 – "Power From Hell" / "Angels Of Death" (live-singel)